# El Real de la Jara
El Real de la Jara és una localitat de la província de Sevilla, Andalusia, Espanya. L'any 2005 tenia 1.614 habitants. La seva extensió superficial és de 160 km² i té una densitat de 10,1 hab/km². Les seves coordenades geogràfiques són 37° 57′ N, 6° 09′ O. Està situada a una altitud de 465 metres i a 80 kilòmetres de la capital de la província, Sevilla.

## Demografia
| 1996  | 1998  | 1999  | 2000  | 2001  | 2002  | 2003  | 2004  | 2005  |
| ----- | ----- | ----- | ----- | ----- | ----- | ----- | ----- | ----- |
| 1.761 | 1.752 | 1.742 | 1.706 | 1.698 | 1.655 | 1.623 | 1.599 | 1.614 |